# Suur Munamägi
La colina Suur Munamägi es el punto más alto de Estonia y de los países bálticos, a pesar de tener una altitud de 318 metros sobre el nivel del mar. Está situada en el sudeste del país, al sur del municipio de Haanja en el condado de Võru. Su nombre significa 'la gran colina del huevo'. El paisaje alrededor del pico está compuesto por otras colinas menores. Cerca de la cumbre la roca inferior se vuelve impermeable, dando lugar a pequeños lagos.
Sobre el pico ha sido construida una torre de observación de 29 metros a la que se puede subir pagando un importe. La primera torre de observación fue construida alrededor de 1816 por Friedrich Georg Wilhelm von Struve como un vértice geodésico. Desde su cumbre se pueden observar panorámicas de regiones rusas y letonas.